# Bombalai
Bombalai es parte de un campo volcánico de la península de Semporna en el noreste de Borneo. El volcán se encuentra en la División de Tawau, Sabah, en el este de Malasia recorriendo Puerto Cowie desde la provincia indonesia de Kalimantan del Este, y siendo el único volcán en el país. El cono volcánico se encuentra al norte de la Isla Sebatik y tiene más o menos unos 300 metros de ancho y Con un cráter incumplido. Dos flujos de lava jóvenes se extienden casi hasta la llanura costera.